# بيار شولي
البروفيسور بيارشولي. (بالفرنسية: Pierre Chaulet)‏ لقد كرس هذا الجزائري الحر حياته في خدمة القضية الوطنية أثناء الحرب التحريرية أولا ثم في بناء الوطن بعد الاستقلال. ولد بيار شولى في سنة 1930 بالجزائر من أبوين ولدا هما كذلك بالجزائر. كانا والديه نشطاء وأعضاء بارزين في الحركة النقابية الكاثولكية. بعد زواله الدراسة الابتدائية والثانوية بالسيدة الأفريقية بالعاصمة التحق بكلية الطب بجامعة الجزائر مابين (1950- 1947). احتكاكه بالحركة الطلبية والنخبة الطلابية الجزائرية سمحت له بإدراك الواقع الإستعماري والوضعية الدرامية التي كان يعيشها الشعب الجزائري خلال ممارسته الطبية بالأحياء القزدرية لحسن داي ومن خلال الحركة الكشفية الفرنسية ففي الخمسينات أصبح المسؤول الأول لجمعية الشباب الجزائري للحركة الاجتماعية AJASS الذي كان ينظم لقاءات مع حركة الكشافة الجزائرية أين كان يتبادل الآراء مع شباب الحركة الوطنية بكافة طوائفها. وفي 1952 كان من أحد مؤسسي مجلة «الضمائر المغاربية». ابتداء من سنة 1954 ناضل في صفوف جبهة التحرير الوطني من خلال نشاطه مع أبطال الثورة كعبان رمضان والعربي بن مهيدي أين كان يقوم بأدوار عديدة كعلاج الجرحى وطبع ونشر منشورات الجبهة، لقد كانت له علاقة مباشرة مع بن مهيدي وعبان.
زوجته كلودين هي التي نقلت عبان عندما خرج من الجزائر متجها نحو المغرب بعد معركة الجزائر. وبيار شولي كان من النشطاء الذين طبعوا العدد الأول من صحيفة المجاهد في أعالي القصبة. لعب بيار دور هام في الاتصال مابين الولاية الرابعة التاريخية وفرونتز فانون. كما كان ملحقا صحفيا لجريدة «لاكسيون» التونسية وفي سنة 1956 كان الأول الذي نشر حوار مع الشهيد عيسات ايدير المسؤول الأول للنقابة العامة للعمال الجزائريين. اعتقل بيار في فبراير 1957 بسجن سركاجي ثم نفي من الجزائر فيما بعد. ثم التحق بمؤسسات الثورة الجزائرية بتونس أين اشتغل بالمراكز الصحية للجيش الشعبي الوطني إلى غاية 1962. في نفس الظرف اشتغل كعضو بلجنة التحرير لجريدة «المجاهد» مع رضا مالك، بومجل أحمد، فرانتز فانون. أثناء محادثات ايفيان لوقف النار بين الجمهورية المؤقتة للدولة الجزائرية والدولة الفرنسية، عين كخبير. كما قام مع الأبوين برونجي وسكوتو بإعداد منشورة حول الكنيسة في الجزائر طلبت منه من الجمهورية المؤقتة.
بعد 1962، تحصل على الجنسية الجزائرية، واستمر في مزاولة دراسة الطب بجامعة الجزائر. تقلد شولي عدة مناصب جامعية كما أصبح في سنة 1971 أستاذا مسؤول جناح الطب الاختصاصي في طب الأمراض التنفسية بمستشفى مصطفى باشا ثم بالمستشفى الجامعي ببني مسوس إلى غاية 1994. بين 1971- 1967 انتخب كعضو بالمجلس الشعبي البلدي بالجزائر الوسطى وبين 1996- 1992 نائب رئيس المرصد الوطني لحقوق الإنسان ومكلف بمهمة في حكومة الوزير الأول بلعيد عبد السلام ثم في حكومة رضا مالك في سنة 1994، هدد من طرف الإرهاب فهاجر إلى سويسرا مع زوجته وعمل في برنامج الأمم المتحدة لمكافحة مرض السل. عاد إلى الجزائر سنة 1999 واشتغل كخبير في الصحة بالمجلس الوطني الاقتصادي والاجتماعي.